# إليزابيث إدواردز
إليزابيث إدواردز (بالإنجليزية: Elizabeth Edwards)‏ هي كاتِبة ومحامية أمريكية، ولدت في 3 يوليو 1949 في جاكسونفيل في الولايات المتحدة، وتوفيت في 7 ديسمبر 2010 في تشابل هيل في الولايات المتحدة بسبب سرطان وسرطان الثدي.

## وصلات خارجية
- إليزابيث إدواردز على موقع IMDb (الإنجليزية)
- إليزابيث إدواردز على موقع الموسوعة البريطانية (الإنجليزية)
- إليزابيث إدواردز على موقع إن إن دي بي (الإنجليزية)
- إليزابيث إدواردز على موقع قاعدة بيانات الفيلم (الإنجليزية)